# Fufu

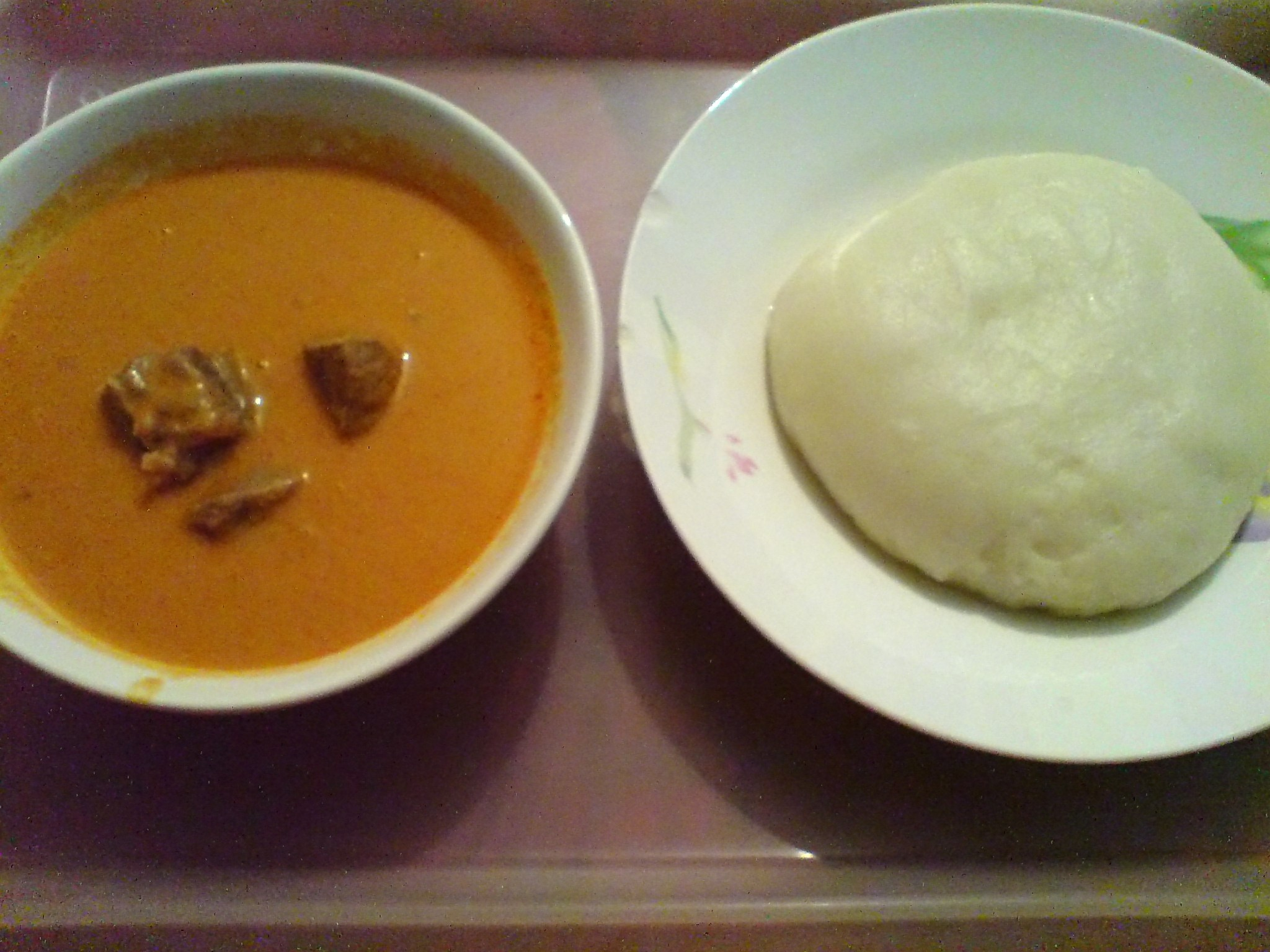
Jordnötssoppa med fufu.

Fufu, även stavat foo-foo, foutou, fu fu, är en vanlig rätt i Väst- och Centralafrika/Östafrika. Rätten är ett stärkelserikt komplement till grytor och andra såsrika rätter, och består av stärkelserika rotfrukter som har kokats och därefter mortlats och sedermera vispats. Fufu äts genom att forma den till en boll med hjälp av handen, göra en fördjupning i den och använda som sked för att fånga upp det man äter.
I Västafrika görs vanligtvis rätten på jams, ibland tillsammans med matbananer. I Centralafrika görs rätten ofta på maniokrötter. Den kan även göras på mannagryn, majsmjöl, ris eller potatis.